# Japanska golema rakovica
Japanska golema rakovica (lat. Macrocheira kaempferi), najveći je rak na svijetu. Živi u sjeverozapadnom Tihom oceanu oko Japana i Tajvana i hrani se strvinama. Predmet je ribolova i smatra se delikatesom u Japanu. Ima najveći raspon nogu od svih člankonožaca.

## Opis
Japanska golema rakovica ima raspon nogu od 2,5 metara do 3,8 metara. Tijelo joj je dugačko u promjeru oko 40 cm.
Drugi je najteži rak na svijetu (prvi je američki jastog) a može biti teška i do 20 kilograma.
Narančaste je boje s bijelim točkama po nogama. Oklop im je ponekad prekriven spužvama i anemonama zbog kamuflaže.
Njihove ličinke izgledaju vrlo primitivno za razliku od ostalih rakova.

## Stanište
Japanske goleme rakovice žive u obalnim vodama pri dubinama do 600 metara. Podnose temperaturu od 6 do 16°C, ali najčešće žive na temperaturama od 10 do 13°C. Najčešće nastanjuju dublje dijelove oceana, iako ih se može naći i pri 50 metara dubine.

## Životni ciklus
Najduži zabilježeni životni vijek japanske goleme rakovice iznosi 100 godina što je možda najduži životni vijek 
za neku vrstu rakova. Svežder je i hrani se: strvinama, manjim rakovima, puževima, školjkama i algama.
Zbog svoje težine je prespora, da bi trčala za plijenom koji se brzo kreće. Tijekom života više puta mora mijenjati oklop.
Taj proces može trajati oko dva sata. Za vrijeme sezone razmnožavanja migriraju u pliće vode. Oplođene ženke nose jajašca
u otvoru na abdomenu sve dok se ne izlegu kao planktonske ličinke. Njihov razvoj mora se odvijati na temperaturi između
12 i 15°C. Razvoj traje između 54 i 72 dana. Kao ličinke plutaju na površini oceana i nimalo ne podsjećaju
na odrasle životinje. Maleni su, prozirni i bez nogu.

## Gospodarska vrijednost
Poznato je da japanska golema rakovica može nanijeti teške ozljede pomoću svojih kliješta, no to ne sprječava ribare da je love. U nekim djelovima Japana njezino meso je izrazito cijenjeno te čak smatrano specijalitetom. No zbog izlova njena populacija se sve više smanjuje.